# Amador Ballumbrosio

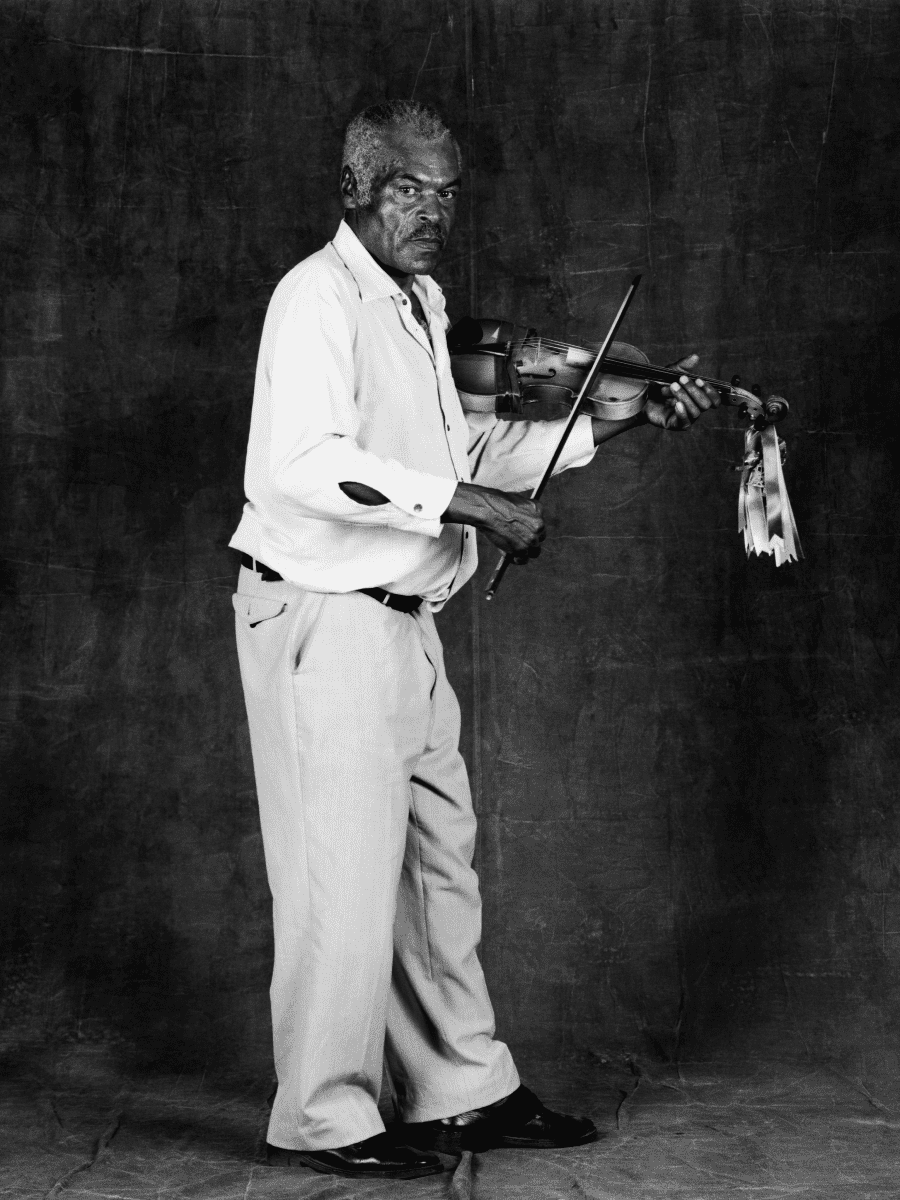

Amador Esteban Ballumbrosio Mosquera:  nació en El Carmen, Chincha - Ica, Perú (26 de noviembre de 1933 - 8 de junio de 2009). Hijo de Isabel Mosquera y Basilio Ballumbrosio, tuvo 8 hermanos. Conocido como  Champita. Fue albañil, notable violinista y zapateador afroperuano.

## Biografía
Don Amador, nació en el caserío Huanco del distrito de El Carmen, Chincha. Casado con Adelina Guadalupe. Tuvieron 15 hijos, 8 hombres y 7 mujeres, músicos y danzantes:
1. Jesús "Cochecho" 02/01/1960, 2. Filomeno "Meno" 30/11/1961, 3. Amador "Chebo" 05/03/1963, 4. Carmen 13/07/1964, 5. Alsicia 04/04/1967, 6. Marcela 13/09/1965, 7. Celia 10/08/1969, 8. Camilo 20/09/72,       9. María Josefina 09/04/1970, 10. José 25/06/1976, 11. Miguel 25/6/1976, 12. Maribel 16/05/1978, 13. Lucía Amalia 20/04/1981, 14. Roberto Carlos 22/03/1984 y 15. César Roberto "Pudy"  22/03/1984. 
Desde muy joven fue un notable músico, caporal y patriarca del zapateo afroperuano. Delegó las tradiciones de sus ancestros a los más jóvenes de su pueblo. Desde el año 2012,  el día de su onomástico es reconocido por la Municipalidad Distrital de El Carmen como el Día de la Cultura Carmelitana.
El patriarca de los Ballumbrosio Guadalupe, aprendió a tocar el violín de la mano del Maestro José Lurita. A sus veintitantos años se convirtió en Mayoral, asumió el rol de preparar y dirigir a negritos y pallitas (doncellas) para el tradicional Atajo de Negritos, que se danza en Navidad en El Carmen.
“Yo siempre me he sentido feliz de haber nacido negro y no me gusta cuando usan la palabra negroide. A las cosas hay que llamarlas por su nombre, negro, blanco, chino. Tampoco me avergüenzo de saber que mis abuelos fueron esclavos”.
Padeció sus últimos años de diabetes, en el 2001 sufrió un derrame cerebral. Falleció víctima de un paro cardiaco en su ciudad natal, el 8 de junio de 2009. Su muy concurrido sepelio fue una demostración del cariño que sembró en una cantidad innumerable de personas. La cantante Susana Baca lamentó su deceso indicando "Es una gran pérdida para la música peruana, no sólo para la tradición negra".